# Gnaphalopoda deslongchampsi
Gnaphalopoda deslongchampsi är en skalbaggsart som beskrevs av Fauvel 1862. Gnaphalopoda deslongchampsi ingår i släktet Gnaphalopoda och familjen Melolonthidae. Inga underarter finns listade i Catalogue of Life.